# Leroy Wallace
Leroy »Horsemouth« Wallace, jamajški bobnar, * 3. april 1950.
Horsemouth je več let delal v Studiu One. Sodeloval je z mnogimi reggae umetniki: The Gladiators, Inner Circle, Prince Far I, Sound Dimension, Gregory Isaacs, Winston Rodney, Ijahman Levi, Pierpoljak, Augustus Pablo, Bunny Wailer, Ken Boothe in Max Romeo. V kultnem filmu Rockers je v glavni vlogi igral samega sebe. Končal je Alpha Boys School v Kingstonu, kjer ga je poučeval Lennie Hibbert. Horsemouth se je tudi pridružil skupini The Skatalites, ko se je ta v sredini 1970-ih preoblikovala. Velja za iznajditelja ritma 'rockers'.
Snemal je tudi kot DJ na več skladbah, na primer »Herb Vendor«, ki jo je produciral Lee »Scratch« Perry, ter »Universal Love«, izdano pod psevdonimom Mad Roy.